# 경기도의 민속문화재
경기도 민속문화재는 지방민속문화재 중에서 경기도 내에 있는 문화재를 의미한다. 2008년 12월 31일 현재 12건의 문화재가 지정되어 있으며, 1건의 문화재가 지정해제되었다.

## 지정목록
| 번호 | 사진 | 명칭                                                      | 소재지                                  | 관리자 (단체)        | 지정일                                                                      | 참조 |
| 1호  |      | 회암사지맷돌 (檜岩寺址맷돌)                               | 경기 양주시 회암동 산14-1               | 회암사               | 1978년 10월 10일 지정                                                       |      |
| 2호  |      | 여주보통리해시계 (驪州甫通里해시계)                       | 경기 여주시 대신면 보통1리 190-2        | 김영구               | 1980년 6월 2일 지정                                                         |      |
| 3호  |      | 삼막사남녀근석 (三幕寺男女根石)                           | 경기 안양시 만안구 석수동 산10-1        | 삼막사               | 1983년 9월 19일 지정                                                        |      |
| 4호  |      | 보문사맷돌 (普門寺맷돌)                                   | 경기 경기전역 강화군 삼산면 매음리 362  | 보문사               | 1983년 9월 19일 지정, 1995년 3월 1일 해제, 인천 민속문화재 제1호로 변경지정 |      |
| 5호  |      | 김병호 고가 (金丙浩古家)                                  | 경기 양평군 용문면 오촌길 49번길 6      | 김병호               | 1984년 9월 12일 지정                                                        |      |
| 6호  |      | 정원채고가 (鄭元采古家)                                   | 경기 화성시 송림로92번길 13             | 정찬홍               | 1985년 6월 28일 지정                                                        |      |
| 7호  |      | 양평 창대리 고가 (楊平 倉垈里 古家)                       | 경기 양평군 양평읍 충신로 333           | 윤경화               | 1985년 6월 28일 지정                                                        |      |
| 8호  |      | 일산읍밤가시초가 (一山邑밤가시草家)                       | 경기 고양시 일산동구 정발산동 1313      | 고양시               | 1991년 10월 19일 지정                                                       |      |
| 9호  |      | 덕릉마을산신각 (德陵마을山神閣)                           | 경기 남양주시 덕릉로1071번길 18(별내동) | 덕릉마을주민         | 1996년 12월 24일 지정                                                       |      |
| 10호 |      | 용인 한산이씨 음애공파 고택 (龍仁 韓山李氏 陰崖公派 古宅) | 경기 용인시 기흥구 지삼로 198번길 30-4  | 한산이씨음애공파종중 | 1997년 12월 26일 지정                                                       |      |
| 11호 |      | 여주이포리옹기가마 (여주이포리옹기가마)                   | 경기 여주시 금사면 궁리 산2             | 김일만               | 2002년 11월 25일 지정                                                       |      |
| 12호 |      | 김좌근고택 (金左根古宅)                                   | 경기 이천시 백사면 내촌리222-14         | 서울대학교발전기금   | 2003년 4월 21일 지정                                                        |      |
| 13호 |      | 전 월산대군 요여 (傳 月山大君 腰輿)                       | 경기 고양시 덕양구 어울림로 33          | 고양시장             | 2014년 7월 8일 지정                                                         |      |